# Froesiochloa boutelouoides
Froesiochloa boutelouoides là một loài thực vật có hoa trong họ Hòa thảo. Loài này được G.A.Black mô tả khoa học đầu tiên năm 1950.